# Бозанбай
Бозанба́й (каз. Бозанбай) — село у складі Уланського району Східноказахстанської області Казахстану. Адміністративний центр Бозанбайського сільського округу.
Населення — 2000 осіб (2021; 2203 у 2009, 3924 у 1999, 4474 у 1989).
Національний склад станом на 1989 рік:
- казахи — 100 %

До 1997 року село називалося Нікітінка.